# Britney Amber
Britney Amber (Banning, 10 novembre 1986) è un'attrice pornografica statunitense.

## Biografia
Britney Amber è cresciuta a Banning dove ha frequentato la scuola, venendo espulsa due volte dal liceo. Dopo aver conseguito un GED, si è iscritta all'università e nel frattempo ha lavorato come receptionist di notte.

## Carriera
Nel 2007 ha iniziato a lavorare come prostituta legalizzata in Nevada al Moonlite Bunny Ranch, dopo aver visto la serie HBO Cathouse ed esser diventata una fan dello show. Successivamente, è entrata nell'industria pornografica con la scena Perverted POV 3 dopo esser stata presentata da una sua collega ad una agente, sostituita qualche anno più tardi da Shy Love.
Nel 2012 è stata scelta come protagonista nella parodia pornografica "Barb Wire XXX" e due anni più tardi ha lanciato un proprio programma radiofonico The Britney Amber Show. Nel 2015 ha partecipato alla famosa parodia di Axel Braun Batman v Superman: Dawn of Justice, interpretando Poison Ivy, per cui ha ricevuto anche la nomination agli AVN come miglior scena di sesso orale. Ha tatuata la scritta "Vivere una volta Sola" con un cuore rosso sopra il pube.
Nel 2021 ottiene i suoi primi riconoscimenti internazionali come miglior attrice MILF agli XRCO Award e come miglior scena di gruppo agli AVN.

## Riconoscimenti
- AVN Awards
  - 2021 – Best Group Sex Scene per Climax con Angela White, Whitney Wright, India Summer, Jane Wilde, Avi Love, Seth Gamble, Codey Steele, Ryan Driller e Eric Masterson[12]
- XBIZ Awards
  - 2019 – Best Scene – Clip Site per Britney and Kleio con Kleio Valentien e Mark Rockwell[13]
- XRCO Award
  - 2021 – Milf Of The Year[14]